# Kirche von Fole

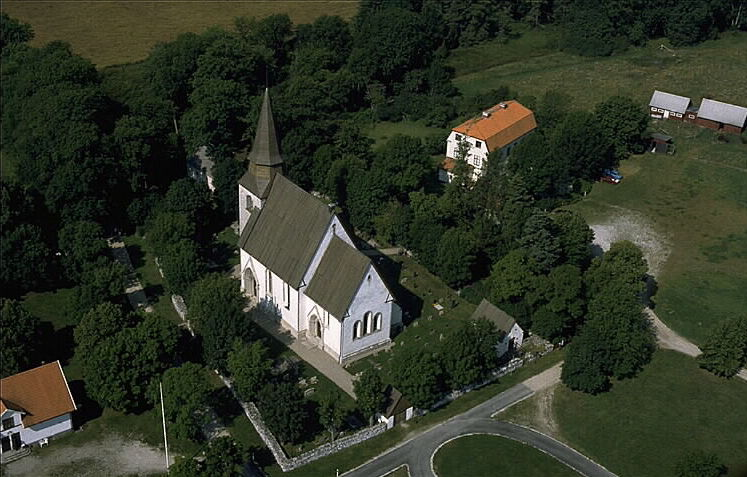
Kirche von Fole

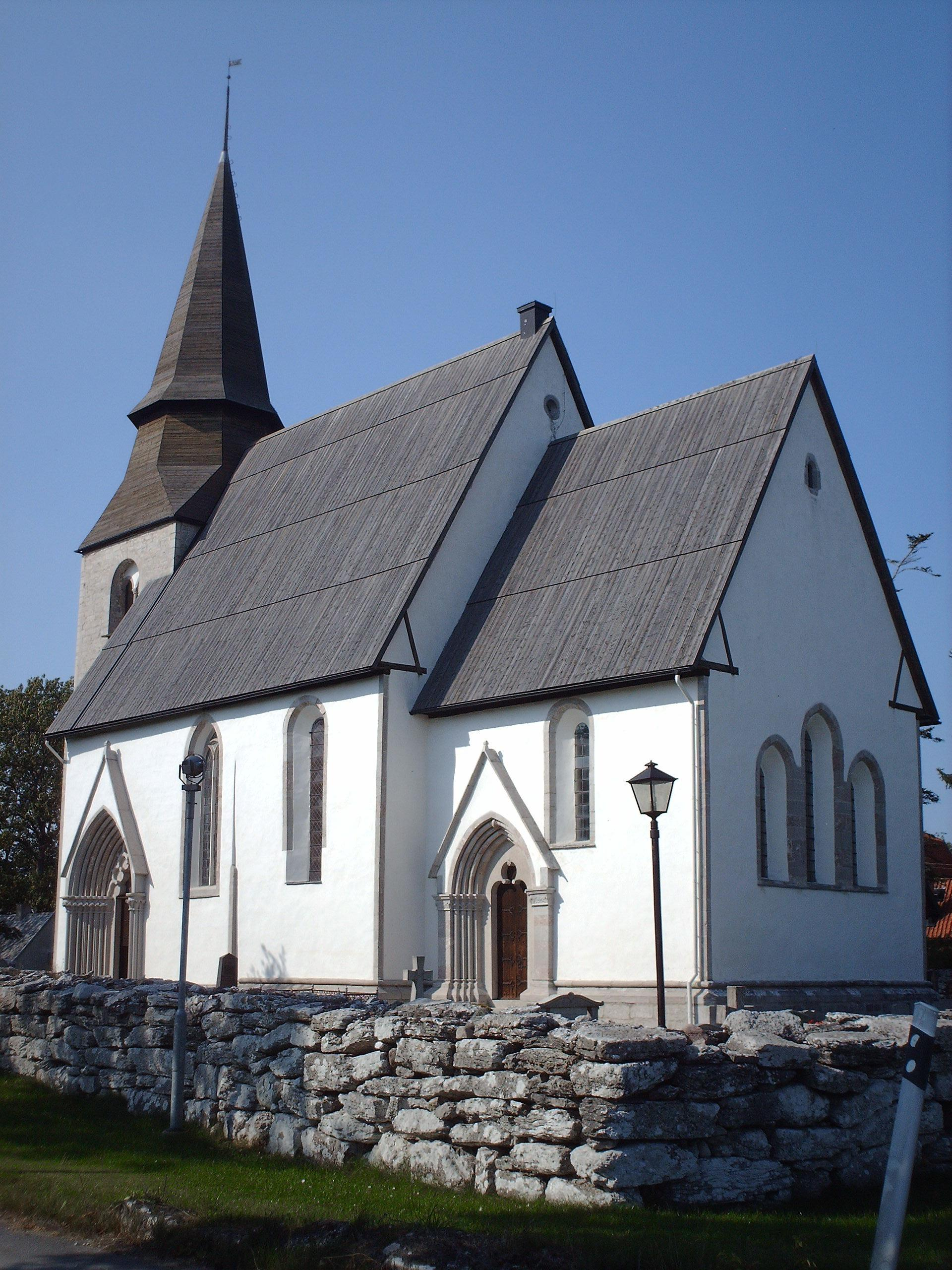
Kirche von Fole

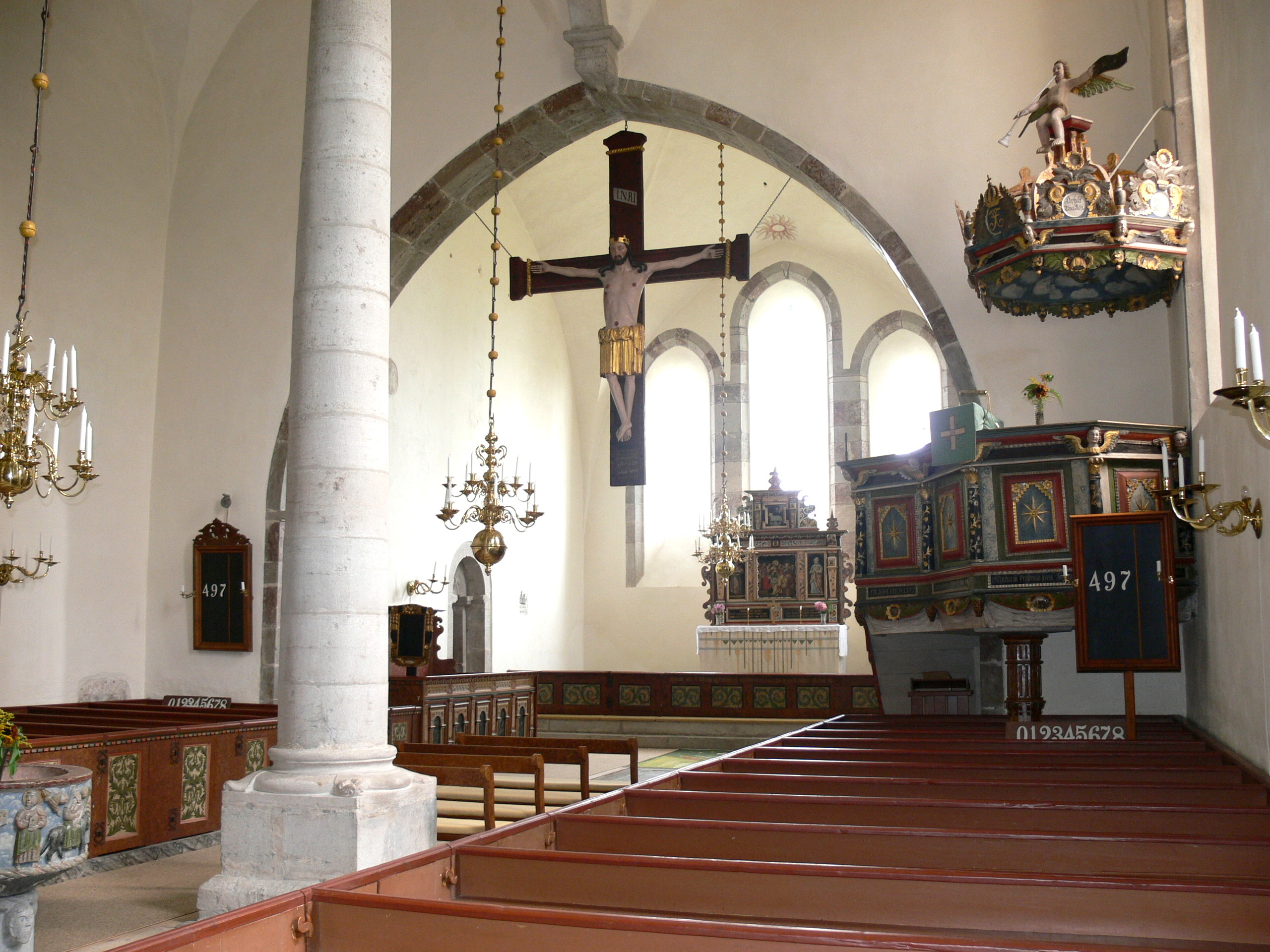
Kirchensaal

Die Kirche von Fole (schwedisch Fole kyrka) ist eine Landkirche auf der schwedischen Insel Gotland. Sie gehört zur Kirchengemeinde (schwed. församling) Väskinde im Bistum Visby. Eine gleichnamige Kirche liegt bei Haderslev in Dänemark.

## Lage
Die Kirche befindet sich im Landesinnern von Gotland, 15 km nordöstlich von Visby, 17 km nördlich von Roma und 17 km südwestlich von Slite. Sie liegt 59 Meter über dem Meer und gehört damit zu den höchstgelegenen Kirchen auf Gotland.

## Kirchengebäude
Die Kirche ist aus Kalkstein errichtet worden, der beim Turm unverputzt gelassen wurde. Sei besteht aus einem gerade abgeschlossenen Chor im Osten mit Sakristei im Norden, einem höheren und breiteren Langhaus und einem Turm im Westen, dessen Mauern nicht über den Dachfirst des Langhauses reichen. Es gibt im Chor und im Langhaus Eingänge von Süden und im Turm von Westen. Der älteste Teil der Kirche ist der Turm, der ungefähr um 1200 zu einer älteren gemauerten Kirche mit Apsis errichtet wurde, von der nur die Fundamente (Grundmauern)  erhalten sind. In der Mitte des 13. Jahrhunderts wurde der Apsischor durch den heutigen Chor und den östlichen Teil des Langhauses ersetzt. Man sieht in der Mauer des Langhauses eine ungewöhnlich deutliche Fuge am Ansatzpunkt der Erweiterung.   Die Komplettierung des Langhauses nach Westen  kann vielleicht mit dem aufgezeichneten Einweihungsjahr 1280 in Verbindung gebracht werden. Die Kirche hat architektonisch reiche und wohl ausgewogene Portale. Ein romanisches Portal im Turm und gotische mit dreieckiger Giebelkrone in der Südfassade. Die Fenster im Süden und die Dreiergruppe von Fenstern in der Ostwand des Chors sind noch ursprünglich, ebenso die mit Säulen verzierten Schalllöcher  im Turm. Der Innenraum der Kirche weist eine strenge Architektur mit gehauenem Stein in allen Bögen und Umfassungen auf. Die ganze Kirche ist überwölbt. Das zweischiffige Langhause hat sechs Gewölbe, die von zwei Säulen getragen werden. Ein weiter Triumphbogen öffnet sich zum hellen Chor. Der Turmraum (Läutekammer)  öffnet sich mit verbundenen Bögen zum Langhaus, die von einer schmalen Säule getragen werden.   In der südwestlichen Ecke der Turmkammer beginnt eine noch ursprüngliche Wendeltreppe in der Mauer hinauf zu den oberen Etagen. In der Nordwand des Chors befindet sich ein älteres Portal, wahrscheinlich das älteste der Kirche, das heute als Verbindung vom Chor zur Sakristei dient.  Der westliche Teil des Langhauses wird von einer Empore von 1870 eingenommen, die eine der wenigen erhalten neugotischen Emporen auf Gotland ist.

## Ausstattung
- Im Triumphbogen hängt ein Triumphkreuz aus der Mitte des 13. Jahrhunderts.  Das Kreuz ist im 19. Jahrhundert übermalt worden.
- Der Taufstein ist um 1200 aus Kalkstein gehauen worden.  Er hat Bilder als ausgeprägte Reliefe, die um 1707 mit kräftigen Farben übermalt wurden.
- Der Altar wurde von Johan Bartsch 1654 gemalt.
- Die Kanzel mit Baldachin wurde 1751 von Johan Hernell angefertigt.
- Die Kirchenbänke stammen vom ersten Teil des 18. Jahrhunderts.

## Umgebung

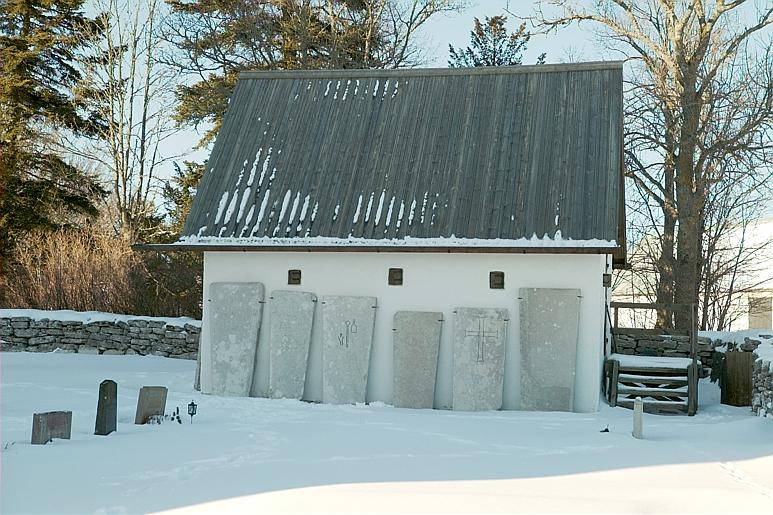
Grabplatten von Fole

- Im Norden liegt der große Pfarrgarten und im Osten liegt die Schule.
- Ein Stück östlich der Kirche erhebt sich eines der vielen Windkraftwerke Gotlands.
- Im östlichen Teil des Kirchhofs steht ein wahrscheinlich teilweise mittelalterliches Portal.